# Національний парк Тітібу-Тама-Кай
Національний парк Тітібу-Тама-Кай (яп. 秩父多摩甲斐国立公園, Chichibu Tama Kai Kokuritsu Kōen) — національний парк у Японії на перетині префектур Сайтама, Яманасі, Наґано і Токіо.
З вісьмома вершинами понад 2000 м, розкиданими на 1250 км², є численні пішохідні стежки та стародавні святині. Найвідомішими пам'ятками є ja (гора Міцуміне) (яп. 三峰山 Mitsumine-san), де розташовані 2000-р. Гора Міцуміне; та гора Мітаке з Храм Мусасі-Мітаке. У парку витоки великих річок, таких як річка Аракава, річка Сінано, річка Тама та річка Фуефукі (річка Фудзі).

## Популярні райони

### Сторона Токіо Метрополіс
Основні пам'ятки — гора Мітаке (929 м (3 048 фут), гора Одаке (1,266 м (4 фут 1,8 дюйм)) і гори Міто (1,528 м (5 фут 0,2 дюйм)).
Гора Мітаке розташована на східній межі національного парку. З давніх часів їй поклонялися як священній горі. На вершині височіє синтоїстське Храм Мусасі-Мітаке (яп. 武蔵御嶽神社, Musashi Mitake Jinja), засноване під час правління імператора Судзіна в 90 р. до н. е. Наразі канатна дорога дозволяє відвідувачам легко дістатися.
Гора Міто складається з трьох піків: Західного піку (1527 м), Центрального піку (1531 м) і Східного піку (1528 м). Гора є частиною північної частини Хребет Оку-такао (яп. 奥高尾縦走路, Oku-takao Jūsōro), який тягнеться на північний схід від гори Такао, Хатіодзі, Токіо. Гора відома своїм лісом Fagus japonica і була визнана однією зі 100 найкращих гір Японії в 1997 році. Це також джерело річки Акі, основної притоки річки Тама.

### Сторона префектури Сайтама
Головними визначними пам'ятками є Історичне місце Тотімото Секісьо (яп. 栃本関所跡, Tochimoto Sekisho-ato) і Каньйон Накацу (яп. 中津峡, Nakatsu-kyō) .
Місцезнаходження історичного місця Тотімото Секісьо розташоване на перехресті стежки Тітібу, яка проходить через перевал Карісака в напрямку Косю, і маршруту Сінано, що прямує до Сінано через перевал Джумондзі. Незважаючи на те, що наразі це місце розташоване в невеликому населеному пункті в горах, в період його розквіту багато мандрівників проходили через це місце. Історична пам'ятка дає змогу побачити той період, коли дорогою часто ходили мандрівники.
Каньйон Накацу — це каньйон, який простягається приблизно на 10 км і висічений річкою Накацу, притокою річки Ара. Зокрема, у листопаді багато відвідувачів приваблює це місце через осіннє листя.

### Сторона префектури Яманасі
Основні визначні пам'ятки включають Перевал Дайбосацу (яп. 大菩薩峠, Daibosatsu-tōge), Ущелина Мітаке Сьосен (яп. 御岳昇仙峡, Mitake Shosēn-kyō) і Каньйон Нісісава (яп. 西沢渓谷, Nishizawa-keikoku).
Перевал Дайбосацу — це перевал, відомий за романом Кайзана Наказато «Меч Долі». Перевал розташований між Косю, Яманасі та Косуге, Яманасі, і здіймається до 1897 м. На північ від перевалу вздовж хребта височіє Гора Дайбосацу (яп. 大菩薩嶺, Daibosatsu-rei), висота якої становить 2057 м над рівнем моря. Перевал іноді називають «Дорога Хагівара», «Дорога Дайбосату» або «Шлях Оуме». Історично він використовувався як важлива, але найбільш напружена ділянка маршруту Оуме, альтернативного маршруту до Косю Кайдо, який з'єднує провінції Мусаші та Кай. У 1878 році реконструкція сусіднього перевалу Янагісава перемістила рух із перевалу Дайбосацу. За останні роки була побудована гірська хата. З хребта відкриваються чудові краєвиди з травою з квітами костриці. Приблизно у травні та жовтні це місце відвідує багато туристів, щоб побачити квіти костриці та осіннє листя з канатною дорогою, що тягнеться до перевалу Каміхікава.
Ущелина Мітаке Сьосен — це ущелина, висічена притокою річки Фуефукі, розташована на північній стороні басейну Кофу. Його часто скорочують до ущелини Сьосен. Прикрашають ущелину гранітні скелі, вигнуті річкою в різні форми. У 2008 році Міністерство навколишнього середовища включило це місце до 100 найкращих водних шляхів. Місцевість населена великою популяцією птахів. Відвідувачі почали приходити до ущелини через Косю Кайдо в період Едо. У 1964 та 1972 роках було відкрито канатну дорогу в ущелині Сьосен та магістраль у ущелині Мітаке Сьосен відповідно, що зробило його головним туристичним напрямком цілий рік. У святковий сезон часто виникають затори на розв'язці та труднощі з паркуванням через обмежену кількість місць. У 1992 році неподалік було збудовано Музей мистецтв Сьосенкіо, де представлені переважно вистави гри тіней і кіригамі.
Каньйон Нісісава — це каньйон, висічений річкою Фуефукі, розташований вище за течією озера Хіросе. Він розташований у північній частині префектури Яманасі на північний схід від озера Хіросе, на північ від гори Курогане, на схід від гори Кокусі, гори Кіта Окусендзьо та гори Окусендзьо та на південь від гори Тосака і гори Кобусі. Вхід до каньйону розташований уздовж національної дороги 140. Поруч зона відпочинку, придорожня станція Мітомі та тунель Карісака. У каньйоні є водоспади та басейни з добре облаштованою стежкою. Ближче до кінця стежки є Nanatsugama-godan Fall (яп. 七ツ釜五段ノ滝), один із 100 найкращих водоспадів Японії. На протилежному березі річки видно частину старих залізничних колій, залізницю Сірнрін.

### Сторона префектури Нагано
Головною визначною пам'яткою є Верхня течія річки Чікума (яп. 千曲川源流コース). Популярним маршрутом є гірська стежка, що тягнеться від Mōkiba (яп. 毛木場) до Гора Кобусі (яп. 甲武信岳). Мокіба відомий своїми азаліями в червні та входом до Перевал Джумондзі (яп. 十文字峠). Гора Кобусі — це гора, що розташована між префектурою Сайтама та префектурою Наґано, висота якої становить 2475 м над рівнем моря. Одна з теорій походження назви стверджує, що три літери Ko (яп. 甲), Бу (яп. 武) і Сін (яп. 信) позначають початкові літери старих провінцій Kōshū (яп. 甲州), Bushū (яп. 武州) і Shinshū (яп. 信州). Гора також відома як джерело річки Тікума, частини річки Сінано у префектурі Нагано.

## Центри для відвідувачів
Є три центри для відвідувачів: Центр для відвідувачів Мітаке, Центр для відвідувачів Окутама та Центр для відвідувачів Яма-но-фурусато.